# کوتیکالاپودی ونکاتا
کوتیکالاپودی ونکاتا (انگلیسی: K. V. Krishna Rao; ۱۶ ژوئیهٔ ۱۹۲۳ – ۳۰ ژانویهٔ ۲۰۱۶) ارتشبد نیروی زمینی هند بود. او از سال ۱۹۷۹ تا ۱۹۸۱ فرماندهی غربی هند را برعهده داشت، در فاصله سال‌های ۱۹۸۱ تا ۱۹۸۳ به‌عنوان یازدهمین رئیس ستاد ارتش هند فعالیت می‌کرد و از ۱۹۹۳ تا ۱۹۹۹ ششمین فرماندار کشمیر بود.